# Symphorema
Symphorema  é um gênero botânico da família Lamiaceae

## Espécies
| - Symphorema cumingianum - Symphorema glabrum - Symphorema grossum - Symphorema involucratum - Symphorema jackianum - Symphorema luzonicum | - Symphorema luzoniense - Symphorema microstylis - Symphorema paniculatum - Symphorema pentandrum - Symphorema polyandrum - Symphorema unguiculatum |